# Brenița, Plevna
Brenița (în bulgară Бреница) este un sat în comuna Kneja, regiunea Plevna,  Bulgaria. 

## Demografie
Componența etnică a satului Brenița
     Bulgari (88,12%)
     Romi (5,99%)
     Nicio identificare (5,62%)
     Altele (0,26%)
La recensământul din 2011, populația satului Brenița era de 1.886 locuitori. Din punct de vedere etnic, majoritatea locuitorilor (88,12%) erau bulgari, cu o minoritate de romi (5,99%). Pentru 5,62% din locuitori nu este cunoscută apartenența etnică.